# 夏惟純
夏惟純（？—？），原名夏子孝，字德卿，號得軒，錦衣衛籍，直隸真定府冀州人，明朝政治人物。

## 生平
嘉靖二十二年（1543年）癸卯科順天府鄉試第二十四名舉人。嘉靖三十二年（1553年）中式癸丑科會試第九十四名，二甲第五十九名進士。工部观政，授户部主事，升山西管理员外郎、郎中，出知巩昌府。

## 家族
曾祖夏廣，封監察御史；祖父夏時，左布政使；父夏麟，知縣。母應氏。弟惟和、惟勤（生员）、惟安、惟一、惟康。